# NGC 2926
NGC 2926 is een balkspiraalstelsel in het sterrenbeeld Leeuw. Het hemelobject werd op 27 maart 1886 ontdekt door de Oostenrijkse astronoom Johann Palisa.

## Synoniemen
- UGC 5125
- MCG 6-21-60
- ZWG 181.71
- KUG 0934+330
- IRAS09345+3304
- PGC 27400